# Паспорт громадянина Латвії
Паспорт громадянина Латвії  — документ, що видається громадянам Латвії для здійснення поїздок за кордон. 
Отримання дійсного паспорта є обов'язковим від віку 15 років, але паспорта можуть бути запропоновані для молодших дітей, якщо це необхідно для подорожей. Паспорт дійсний протягом 10 років (якщо громадянин молодший 20 років, то діє 5 років). Паспорти для людей, що не є громадянами та проїзні документи біженців (в паспортному форматі) також видаються. Кожен громадянин Латвії також є громадянином Європейського Союзу. Паспорт разом із посвідченням на національну особу дозволяє вільно володіти правами на пересування та проживання в будь-якій з держав Європейського Союзу та Європейського економічного простору. 

## Зовнішній вигляд
Латвійські паспорти є бургундського червоного кольору, з латвійським гербом, прикрашеним в центрі передньої обкладинки. Слова "EIROPAS SAVIENĪBA" (латвійська), що означають Європейський Союз та "LATVIJAS REPUBLIKA" (латвійська), значення - Латвійська Республіка, розташовані над гербом. Слово "PASE" (паспорт) вписані під герб. Латвійський паспорт має стандартний біометричний символ,розташований під гербом, і використовує стандартний дизайн Європейського Союзу.

## Візові вимоги для громадян Латвії
Станом на 2017 рік громадяни Латвії мають можливість відвідувати без візи в цілому 149 держав і територій. Згідно з Індексом обмежень візового режиму, латвійський паспорт став 9-м у світі.